# Giuseppe Menabuoni

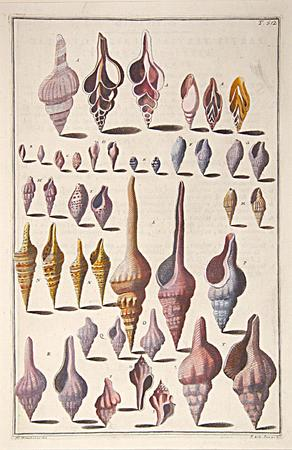
Tavola di molluschi dellIndex Testarum Conchyliorum

Giuseppe Menabuoni (Firenze, 1708 – Firenze, 1748) è stato un incisore e pittore italiano.

## Biografia
Giuseppe Menabuoni è noto principalmente per aver disegnato le 110 tavole (380 × 250 mm) di molluschi che furono poi incise da Pietro Antonio Pazzi per l'Index Testarum Conchyliorum pubblicato a Firenze nel 1742.
Queste tavole riproducono gli esemplari di conchiglie di Niccolò Gualtieri (dottore in medicina e professore all'Università di Pisa, dedito allo studio dei molluschi, avendo progettato un sistema di classificazione delle conchiglie), molti dei quali sono ancora nella collezione del Museo di Storia Naturale della Certosa di Calci, con il patrocinio dell'Università di Pisa.